# Les Gardiennes de la planète
Pour plus de détails, voir Fiche technique et Distribution.
Les Gardiennes de la planète est un film documentaire français de Jean-Albert Lièvre, sorti en 2023. Il est inspiré du poème Whale Nation de Heathcote Williams.

## Synopsis
Une baleine à bosse s'est échouée sur une plage. Une équipe s'organise pour la sauver.
Les baleines existent depuis 50 millions d'années. Elles dominent l'océan tout en respectant l'écosystème, contrairement aux humains. Un enregistrement de leur chant a été placé dans une des sondes Voyager pour représenter la planète Terre. Elles contribuent à la bonne santé du phytoplancton, qui est la principale source d'oxygène sur notre planète. Pourtant l'homme l'a longtemps chassée sans pitié.  

## Fiche technique
- Titre original : Les Gardiennes de la planète
- Réalisation : Jean-Albert Lièvre
- Scénario : Jean-Albert Lièvre
- Photographie : Nedjima Berber
- Montage : Cécile Husson
- Son : Alexandre Hernandez et Grégory Vincent
- Producteurs : Julien Seul, Marc Dujardin, Michel Merkt, Vincent Maraval, Brahim Chioua
- Sociétés de production : Wild Bunch International, WLP, JD Prod, Canal +, Bien Sûr Productions, Echo Studio
- Durée : 82 minutes[3].
- Pays de production :  France
- Langue originale : français
- Format : couleur
- Genre : documentaire
- Date de sortie : 22 février 2023[4].

## Distribution
- Jean Dujardin : narration

## Accueil

### Accueil critique
Sur le site Allociné, le film recueille une note moyenne de 3,4/5 sur la base de 16 critiques de presse. Si les critiques louent la beauté des images, certains déplorent le caractère anthropomorphique du commentaire (Adrien Gombeaud, dans Les Échos) ou regrettent une présentation trop timide des conséquences du réchauffement climatique sur ces mammifères (Cécile Marchand Ménard dans Télérama).  